# Polly
Pour les articles homonymes, voir Polly (homonymie).
Pistes de Nevermind
Lithium
(5) Territorial Pissings
(7)
Polly est une chanson de Nirvana figurant initialement sur l'album Nevermind. Des versions alternatives ou live sont disponibles sur les albums Incesticide, From the Muddy Banks of the Wishkah (version live de la chanson datant de 1989), Live at Reading. La version qui se trouve sur Nevermind est uniquement acoustique, elle fut enregistrée en avril 1990 aux studios Smart. Les versions sur Incesticide et From the Muddy Banks of the Wishkah sont plus rapides et sont jouées avec une guitare saturée.
Le magazine New Musical Express la classe en 18e position dans sa liste des 20 meilleures chansons de Nirvana.

## Thèmes et composition
Cette ballade mélancolique dépouillée est enregistrée avec une guitare acoustique à cinq cordes désaccordée, une basse et deux pistes de voix. Elle est inspirée d'un fait divers s'étant déroulé à Tacoma en août 1987 après un concert d'un groupe punk. Il s'agit de l'enlèvement, du viol et de la torture d'une adolescente de quatorze ans dont le prénom n'a jamais été dévoilé. La jeune fille réussit à s'échapper de son ravisseur Gerald Friend en gagnant sa confiance, le persuadant qu'elle aimait ses sévices. Kurt Cobain a choisi d'écrire les paroles du point de vue du ravisseur.
Les paroles de la chanson peuvent paraître malsaines prises au premier degré mais Cobain y exprime en fait son admiration devant le courage de la jeune fille. Il explique aux Inrockuptibles en novembre 1991 : « Polly est une chanson d'amour, une chanson très personnelle sur le viol. Je devais cela à mon amie. Je devais évacuer le traumatisme. La musique existait avant le texte, et elle était tellement mélodique et accessible que j'ai pensé qu'il lui fallait des mots âpres pour atténuer sa beauté. On a été accusés de promouvoir ce qui lui est arrivé alors que c'était tout le contraire ». Peu de temps après la sortie de Nevermind, deux hommes violent une jeune fille tout en lui chantant Polly.[réf. nécessaire] Kurt Cobain les qualifiera de « gâchis de sperme et d'ovules » dans le livret d'Incesticide.